# Saint-Maurice-du-Désert
Saint-Maurice-du-Désert és un municipi francès situat al departament de l'Orne i a la regió de Normandia. L'any 2007 tenia 689 habitants.

## Demografia

### Població
El 2007 la població de fet de Saint-Maurice-du-Désert era de 689 persones. Hi havia 288 famílies de les quals 68 eren unipersonals (40 homes vivint sols i 28 dones vivint soles), 104 parelles sense fills, 104 parelles amb fills i 12 famílies monoparentals amb fills.
La població ha evolucionat segons el següent gràfic:
Habitants censats

### Habitatges
El 2007 hi havia 307 habitatges, 286 eren l'habitatge principal de la família, 13 eren segones residències i 7 estaven desocupats. 300 eren cases i 7 eren apartaments. Dels 286 habitatges principals, 245 estaven ocupats pels seus propietaris, 35 estaven llogats i ocupats pels llogaters i 6 estaven cedits a títol gratuït; 13 tenien dues cambres, 44 en tenien tres, 81 en tenien quatre i 149 en tenien cinc o més. 214 habitatges disposaven pel capbaix d'una plaça de pàrquing. A 110 habitatges hi havia un automòbil i a 165 n'hi havia dos o més.

### Piràmide de població
La piràmide de població per edats i sexe el 2009 era:
| Homes | Edats   | Dones |
| ----- | ------- | ----- |
| 0     | 95 o +  | 0     |
| 0     | 90 a 94 | 0     |
| 4     | 85 a 89 | 4     |
| 4     | 80 a 84 | 4     |
| 8     | 75 a 79 | 8     |
| 16    | 70 a 74 | 4     |
| 12    | 65 a 69 | 20    |
| 20    | 60 a 64 | 12    |
| 12    | 55 a 59 | 16    |
| 32    | 50 a 54 | 24    |
| 36    | 45 a 49 | 32    |
| 24    | 40 a 44 | 44    |
| 24    | 35 a 39 | 8     |
| 24    | 30 a 34 | 28    |
| 4     | 25 a 29 | 8     |
| 36    | 20 a 24 | 4     |
| 32    | 15 a 19 | 40    |
| 24    | 10 a 14 | 36    |
| 20    | 5 a 9   | 12    |
| 20    | 0 a 4   | 12    |

## Economia
El 2007 la població en edat de treballar era de 464 persones, 364 eren actives i 100 eren inactives. De les 364 persones actives 354 estaven ocupades (189 homes i 165 dones) i 10 estaven aturades (5 homes i 5 dones). De les 100 persones inactives 48 estaven jubilades, 33 estaven estudiant i 19 estaven classificades com a «altres inactius».

### Ingressos
El 2009 a Saint-Maurice-du-Désert hi havia 289 unitats fiscals que integraven 756 persones, la mediana anual d'ingressos fiscals per persona era de 18.223 €.

### Activitats econòmiques
Dels 21 establiments que hi havia el 2007, 10 eren d'empreses de construcció, 2 d'empreses de comerç i reparació d'automòbils, 2 d'empreses d'hostatgeria i restauració, 1 d'una empresa de serveis, 4 d'entitats de l'administració pública i 2 d'empreses classificades com a «altres activitats de serveis».
Dels 11 establiments de servei als particulars que hi havia el 2009, 1 era un taller de reparació d'automòbils i de material agrícola, 3 paletes, 1 fusteria, 3 lampisteries, 1 electricista, 1 perruqueria i 1 restaurant.
L'any 2000 a Saint-Maurice-du-Désert hi havia 16 explotacions agrícoles que ocupaven un total de 496 hectàrees.

## Equipaments sanitaris i escolars
El 2009 hi havia una escola maternal integrada dins d'un grup escolar amb les comunes properes formant una escola dispersa.

## Poblacions més properes
El següent diagrama mostra les poblacions més properes.